# Аттрактор

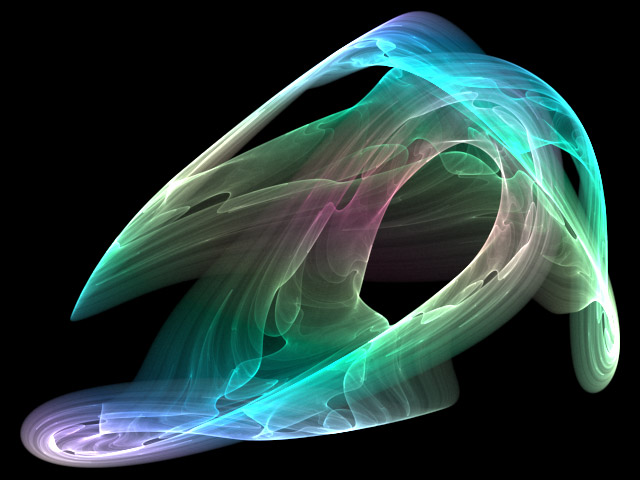
Визуальное представление странного аттрактора

Аттра́ктор (англ. attract — привлекать, притягивать) — компактное подмножество фазового пространства динамической системы, все траектории из некоторой окрестности которого стремятся к нему при времени, стремящемся к бесконечности. Аттрактором может быть притягивающая неподвижная точка (к примеру, в задаче о маятнике с трением о воздух), периодическая траектория (пример — самовозбуждающиеся колебания в контуре с положительной обратной связью), или некоторая ограниченная область с неустойчивыми траекториями внутри (как у странного аттрактора).
Существуют различные формализации понятия стремления, что приводит к различным определениям аттрактора, задающим, соответственно, потенциально различные множества (зачастую — вложенные одно в другое). Наиболее употребительными определениями являются максимальный аттрактор (зачастую — в своей малой окрестности, см. ниже), аттрактор Милнора и неблуждающее множество.

## Классификация
Аттракторы классифицируют по:
1. Формализации понятия стремления: различают максимальный аттрактор, неблуждающее множество, аттрактор Милнора, центр Биркгофа, статистический и минимальный аттрактор.
2. Регулярности самого аттрактора: аттракторы делят на регулярные (притягивающая неподвижная точка, притягивающая периодическая траектория, многообразие) и странные (нерегулярные — зачастую фрактальные и/или в каком-либо сечении устроенные как канторово множество; динамика на них обычно хаотична).
3. Локальности («притягивающее множество») и глобальности (здесь же — термин «минимальный» в значении «неделимый»).

Также, есть известные «именные» примеры аттракторов: Лоренца, Плыкина, соленоид Смейла-Вильямса, гетероклинический аттрактор (пример Боуэна).

## Свойства и связанные определения
При всех определениях аттрактор полагается замкнутым и (полностью) инвариантным множеством.
С понятием аттрактора также тесно связано понятие меры Синая-Рюэлля-Боуэна: инвариантной меры на нём, к которой стремятся временные средние типичной (в смысле меры Лебега) начальной точки либо временные средние итераций меры Лебега. Впрочем, такая мера существует не всегда (что иллюстрирует, в частности, пример Боуэна).

## Виды формализации определения
Поскольку всё фазовое пространство в любом случае сохраняется динамикой, формальное определение аттрактора можно давать, исходя из философии, что «аттрактор это наименьшее множество, к которому всё стремится» — иными словами, выкидывая из фазового пространства всё, что может быть выкинуто.

### Максимальный аттрактор
Пусть для динамической системы задана область {\displaystyle U}, которая переводится строго внутрь себя динамикой:
{\displaystyle {\overline {f(U)}}\subset U}
Тогда максимальным аттрактором системы в ограничении на U называется пересечение всех его образов под действием динамики:
{\displaystyle A_{max}=\bigcap _{n=1}^{\infty }f^{n}(U).}
То же самое определение можно применить и для потоков: в этом случае, необходимо потребовать, чтобы векторное поле, задающее поток, на границе области было направлено строго внутрь неё.
Это определение часто применяется как для характеризации множества как «естественного» аттрактора («является максимальным аттрактором своей окрестности»). Также его применяют в уравнениях с частными производными.
У этого определения есть два недостатка. Во-первых, для его применения необходимо найти поглощающую область. Во-вторых, если такая область была выбрана неудачно — скажем, содержала отталкивающую неподвижную точку с её бассейном отталкивания — то в максимальном аттракторе будут «лишние» точки, около которых на самом деле несколько раз подряд оказаться нельзя, но текущий выбор области этого «не чувствует».

### Аттрактор Милнора
По определению, аттрактором Милнора динамической системы называется наименьшее по включению замкнутое множество, содержащее ω-предельные множества почти всех начальных точек по мере Лебега. Иными словами — это наименьшее множество, к которому стремится траектория типичной начальной точки.

### Неблуждающее множество
Точка x динамической системы называется блуждающей, если итерации некоторой её окрестности U никогда эту окрестность не пересекают:
{\displaystyle \forall n>0\quad f^{n}(U)\bigcap U=\emptyset .}
Иными словами, точка блуждающая, если у неё есть окрестность, которую любая траектория может пересечь только один раз. Множество всех точек, не являющихся блуждающими, называется неблуждающим множеством.

### Статистический аттрактор
Статистический аттрактор определяется как наименьшее по включению замкнутое множество {\displaystyle A_{stat}}, в окрестности которого почти все точки проводят почти всё время: для любой его окрестности {\displaystyle U} для почти любой (в смысле меры Лебега) точки {\displaystyle x} выполнено
{\displaystyle {\frac {1}{N}}\#\{j\leq N\mid f^{j}(x)\in U\}\to 1,\quad N\to \infty .}

### Минимальный аттрактор
Минимальный аттрактор определяется как наименьшее по включению замкнутое множество {\displaystyle A_{min}}, в окрестности которого почти вся мера Лебега проводит почти всё время: для любой его окрестности {\displaystyle U} выполнено
{\displaystyle {\frac {1}{N}}\sum _{j=0}^{N-1}(f_{*}^{j}(Leb))(U)\to 1,\quad N\to \infty .}

## Регулярные и странные аттракторы

### Странные аттракторы

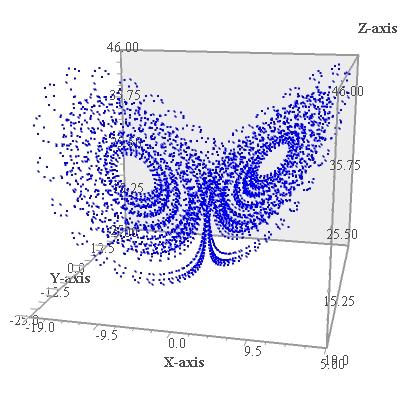
Классический пример странного аттрактора — аттрактор Лоренца

(примеры: аттрактор Лоренца, аттрактор Рёсслера, соленоид Смейла-Вильямса; комментарий про эффект бабочки и про динамический хаос.)
Странный аттрактор — это притягивающее множество неустойчивых траекторий в фазовом пространстве диссипативной динамической системы. В отличие от аттрактора, не является многообразием, то есть не является кривой или поверхностью. Структура странного аттрактора фрактальна. Траектория такого аттрактора непериодическая (она не замыкается) и режим функционирования неустойчив (малые отклонения от режима нарастают). Основным критерием хаотичности аттрактора является экспоненциальное нарастание во времени малых возмущений. Следствием этого является «перемешивание» в системе, непериодичность во времени любой из координат системы, сплошной спектр мощности и убывающая во времени автокорреляционная функция.
Динамика на странных аттракторах часто бывает хаотической: прогнозирование траектории, попавшей в аттрактор, затруднено, поскольку малая неточность в начальных данных через некоторое время может привести к сильному расхождению прогноза с реальной траекторией. Непредсказуемость траектории в детерминированных динамических системах называют динамическим хаосом, отличая его от стохастического хаоса, возникающего в стохастических динамических системах. Это явление также называют эффектом бабочки, подразумевая возможность преобразования слабых турбулентных потоков воздуха, вызванных взмахом крыльев бабочки в одной точке планеты, в мощное торнадо на другой её стороне вследствие многократного их усиления в атмосфере за некоторое время. Но на самом деле взмах крыла бабочки обыкновенно не создает торнадо, так как на практике наблюдается такая тенденция, что такие маленькие колебания в среднем не меняют динамики таких сложных систем как атмосфера планеты, и сам Лоренц по этому поводу говорил: «Но в целом, я утверждаю, что в течение лет незначительные потрясения ни увеличивают, ни уменьшают частоту возникновения различных погодных явлений, таких как ураганы. Всё, что они могут сделать — это изменить порядок, в котором происходят эти явления.» И это, пожалуй, важная и удивительная вещь, без которой было бы трудно, а то и вообще невозможно изучать хаотическую динамику (динамику, которая чувствительна к малейшим изменениям начальных условий системы).
Среди странных аттракторов встречаются такие, хаусдорфова размерность которых отлична от топологической размерности и является дробной. Одним из наиболее известных среди подобных аттракторов является аттрактор Лоренца.

## Именные примеры

### Аттрактор Лоренца
Система дифференциальных уравнений, создающих аттрактор Лоренца, имеет вид:
{\displaystyle {\dot {x}}=\sigma (y-x)}
{\displaystyle {\dot {y}}=x(r-z)-y}
{\displaystyle {\dot {z}}=xy-bz}
при следующих значениях параметров: {\displaystyle \sigma =10}, {\displaystyle r=28}, {\displaystyle b=8/3}.
Аттрактор Лоренца не является классическим. Он также не является странным в смысле Смейла.

### Соленоид Смейла-Вильямса

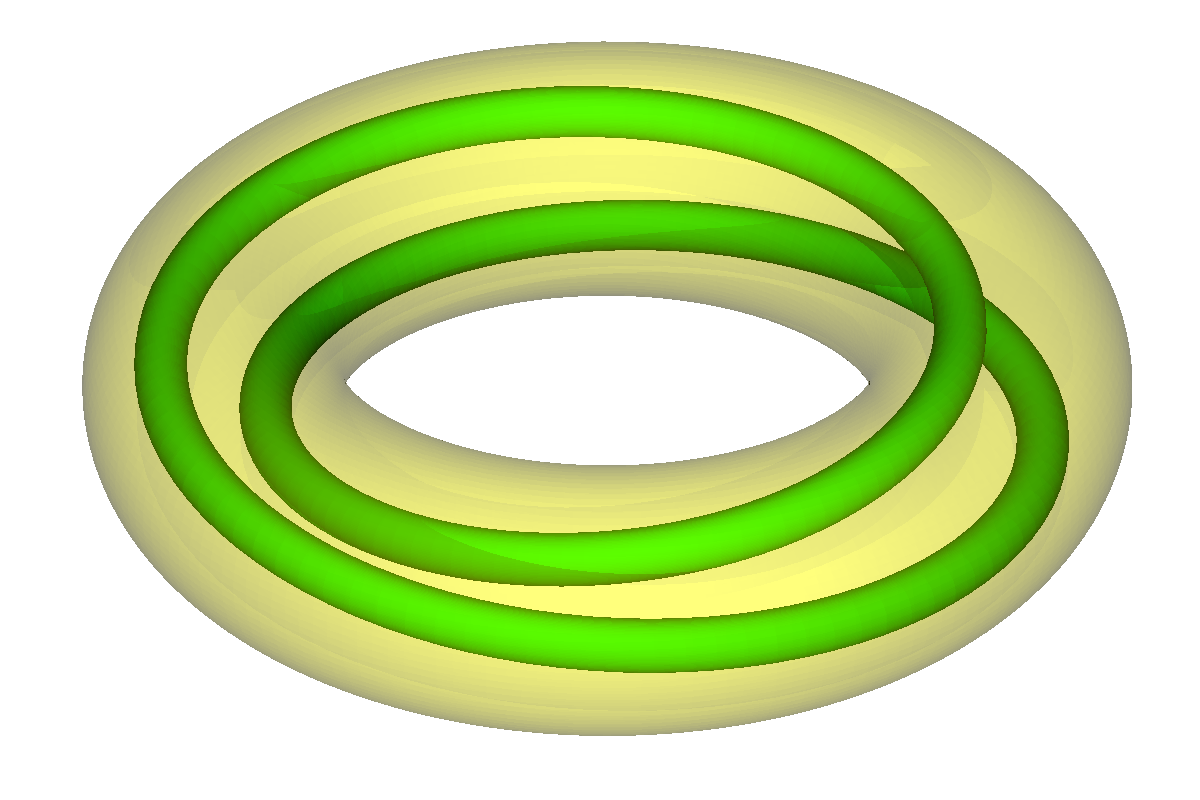
Соленоид Смейла — Вильямса — пример обратимой динамической системы

Соленоид Смейла-Вильямса — пример обратимой динамической системы, аналогичной по поведению траекторий отображению удвоения на окружности. Более точно, эта динамическая система определена на полнотории, и за одну её итерацию угловая координата удваивается; откуда автоматически возникает экспоненциальное разбегание траекторий и хаотичность динамики. Также соленоидом называют и максимальный аттрактор этой системы (откуда, собственно, и происходит название): он устроен как (несчётное) объединение «нитей», наматывающихся вдоль полнотория.

### Пример Боуэна, или гетероклинический аттрактор

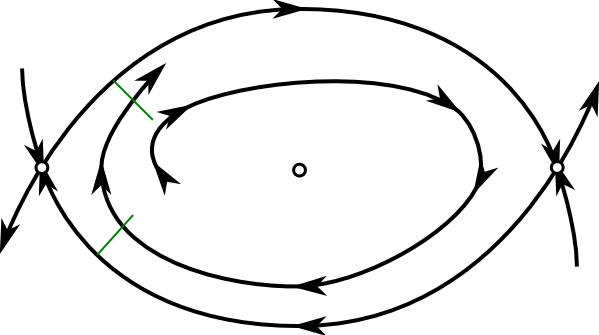
Фазовый портрет примера Боуэна

### Аттрактор Плыкина
Аттрактор Плыкина — пример динамической системы на диске, максимальный аттрактор которой гиперболичен. В частности, этот пример структурно устойчив, как удовлетворяющий аксиоме A Смейла.

### Аттрактор Эно
https://web.archive.org/web/20101227004521/http://ibiblio.org/e-notes/Chaos/ru/strange_r.htm

## Гипотезы

### Гипотеза Палиса[4]
- Существует такое метрически плотное подмножество D пространства T, что аттрактор Милнора всякой динамической системы из множества D может быть разбит лишь на конечное количество транзитивных компонент;
- Транзитивные компоненты аттрактора обладают SRB-мерой;
- Транзитивные компоненты аттрактора стохастически устойчивы в своих бассейнах притяжения;
- Для типичной системы типичного семейства одномерной динамики компоненты аттрактора либо представляют собой притягивающие периодические траектории, либо обладают абсолютно непрерывной инвариантной мерой.[5]